# المجانين الثلاثة (فلم)
المجانين الثلاثة هو فيلم مصري عرض عام 1970، بطولة نجلاء فتحي وزهرة العلا وثلاثي أضواء المسرح، ومن إخراج حسن الصيفي.

## قصة الفيلم
يترك د. توفيق الطبيب البيطري عمله الحكومي في وزارة الصحة، ويقرر الانزواء في معمل منزله حيث يجري تجارب غريبة، وأثناء إجراء تجاربه بدأت الأرانب تتناقص، حيث يسرق أحد الجيران أرانبه ليجري عليها تجاربه لإطالة عمر الإنسان، في هذا الوقت تضيق زوجته سنية من تصرفاته الغريبة فتبث شكواها إلى شقيقتها سميرة التي تستدعي خطيبها المحلل النفسي كمال بمصر كي يساعدهما في علاج توفيق مما هو فيه، وتنجح التجارب فترسل إحدى المجلات مندوبها لتغطية الأحداث التي تحدث في عزبة الورود، يجري أحد الهواة تحقيقًا صحفيًا حول الدكتور، وفي الوقت الذي لا يتمكن كمال من علاج توفيق، ينجح توفيق في إجراء تجاربه على أحد الماعز وينجح في تصغيرها، ويأمل أن تتم تجاربه على آدميين، فلا يجد أمامه سوى المحلل النفسي فيجري عليه تجاربه ويتحول كمال إلى عجوز. وتفشل المحاولات في إعادته، في الوقت الذي تقبض فيه الشرطة على توفيق، وتتدهور حالة كمال، ويفشل الأطباء في علاج حالته، لكن توفيق يتمكن من الهروب من سجنه وعلاج كمال ليعيده إلى حالته السابقة.

## طاقم التمثيل
- نجلاء فتحي: (سميرة)
- زهرة العلا: (سنية)
- ثلاثي أضواء المسرح
  - سمير غانم: (الدكتور توفيق)
  - جورج سيدهم: (هادي عميق المنبسط)
  - الضيف أحمد: (كمال عقد)
- محمود المليجي: (رئيس تحرير جريدة الإثارة)
- توفيق الدقن: (ضابط قسم عزبة الورد)
- إبراهيم سعفان: (الطبيب)
- سهير زكي: (راقصة)
- كوثر شفيق: (صحفية بجريدة الإثارة)
- سيف الله مختار: (الفطاطري)
- عادل نصيف: (صاحب الأرانب)
- زكريا موافي: (زكريا - شاويش قسم عزبة الورد)
- حسين إسماعيل: (سيد - شيخ حارة قسم أول)
- عبد الغني النجدي: (محمود - شيخ حارة قسم ثان)
- عبد المنعم بسيوني: (الجار)
- أحمد نبيل: (بلبل - التمرجي)
- ضياء السويفي: (عبد السميع عبد التواب عبد المجيد)
- طوسون معتمد: (رجل بحجز قسم عزبة الورد)
- محمد أبو حشيش: (رجل بحجز قسم عزبة الورد)

## فريق العمل
- إخراج: حسن الصيفي
- تأليف: علي سالم
- مدير التصوير: محمد عمارة
- مونتاج: فكري رستم
- موسيقى تصويرية:
- إنتاج: أفلام حسن الصيفي
- توزيع داخلي: أفلام جمال الليثي
- توزيع خارجي: بترا فيلم
- تأليف الأغاني: فتحي قورة
- ألحان الأغاني: حلمي بكر
- موسيقى الرقصة: بليغ حمدي